# 潘天佑
潘天佑（Peter Poon），中國广东恩平市水壳井村人。父亲潘泽光是中国早期空军飞行员，潘自幼受到父亲熏陶，立志航空事业。他自青年起在香港伊利沙伯中学及香港大学毕业后，到美国留学，1974年优秀成绩获得博士学位，随即进入加州理工学院喷射推进研究所任职，并多次参与美国太空发射，担任太空船飞往火星土星探险飞行的通讯主管，并协助法德等国管理太空通讯。
潘天佑在其专业领域享有国际声誉，在1998年国际系统工程学术会议上他被推举为会议主席，且被列入美国名人录及世界名人录。